# Musaranya fosca d'Angola
La musaranya fosca d'Angola (Crocidura nigricans) és una espècie de musaranya endèmica d'Angola.